# Lutz Winkelmann

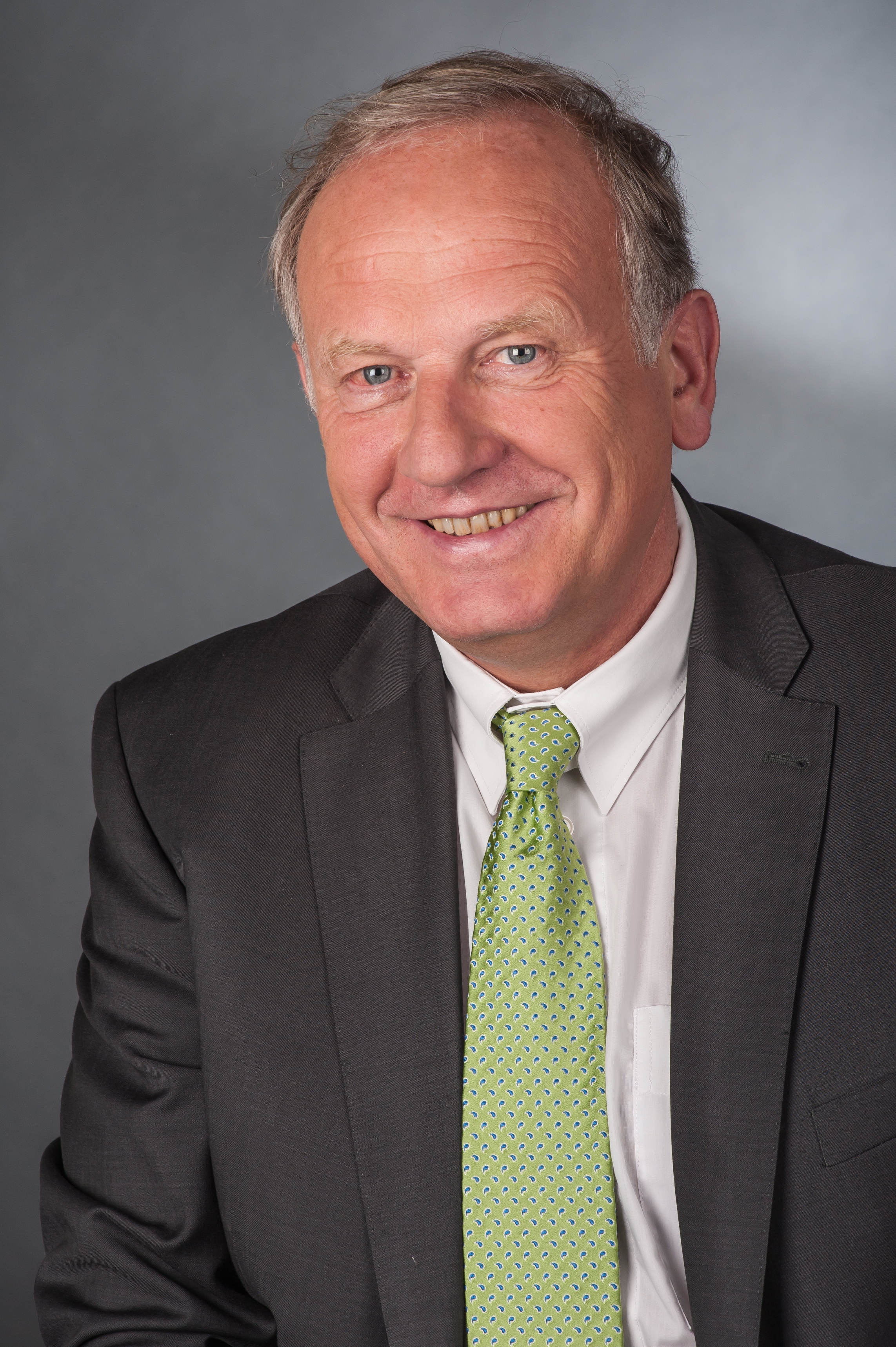
Lutz Winkelmann, 2013

Lutz Winkelmann (* 24. Dezember 1956 in Ilster, Landkreis Soltau) ist ein deutscher Politiker (CDU) und war 2013 bis 2017 Mitglied des Niedersächsischen Landtags.

## Ausbildung und Beruf
Lutz Winkelmann wurde auf dem Bauernhof seiner Eltern in Ilster geboren. Die ehemalige FDP-Europaabgeordnete Gesine Meißner ist seine Schwester. Winkelmann besuchte die Schule im Nachbarort Alvern und machte am Gymnasium Soltau sein Abitur. Er studierte im Anschluss Rechtswissenschaften in München, Kiel und Göttingen und arbeitete zunächst sechs Jahre als Rechtsanwalt in Schneverdingen; seitdem ist er in Munster tätig. Er lebt auf dem seit Generationen in Familienbesitz befindlichen Bauernhof in Ilster und hat fünf Kinder. Von 2015 bis 2022 war er in zweiter Ehe mit der österreichischen Journalistin Susanne Stampf-Sedlitzky verheiratet.
Winkelmann ist Gesellschafter der MAWASO Agrar-Dienstleistungs-GmbH, Aufsichtsratsvorsitzender der Waldkonsulting GmbH in Neuenkirchen (Lüneburger Heide), Vorsitzender der Forstbetriebsgemeinschaft in Soltau sowie Vorstandsmitglied der Fischereigenossenschaft Örtze. Seit 1991 ist er zudem Mitglied des Aufsichtsrates der Stadtwerke Munster-Bispingen GmbH.

## Politik
Seit 1991 ist Winkelmann für die CDU Ratsmitglied in Munster, seit der Kommunalwahl 2011 Ratsvorsitzender. 2021 trat er von diesem Amt, sowie seinem Sitz im Rat der Stadt zurück. Weiterhin ist er Ortsvorsteher von Ilster.
Bei der Aufstellung des CDU-Direktkandidaten im Wahlkreis Soltau für die Landtagswahl in Niedersachsen 2013 konnte sich Winkelmann parteiintern gegen das Landtagsmitglied Karl-Ludwig von Danwitz durchsetzen. Mit 47,8 Prozent der Erststimmen zog er bei der Wahl am 20. Januar 2013 direkt in den Landtag ein. Bei der Aufstellung für die Wahl zum 18. Niedersächsischen Landtag hingegen unterlag er knapp dem wieder angetretenen von Danwitz. Er schied somit im Herbst 2017 aus dem Landtag aus.
Von 2016 bis 2021 war er Kreistagsmitglied in der CDU-Fraktion.